# 高雄国際機場駅
高雄国際機場駅（たかおこくさいきじょうえき）は台湾高雄市小港区中山四路と大業北路の交差点にある高雄捷運紅線の駅である。駅名は本駅北側にある高雄国際機場（高雄国際空港）から名付けられた。駅番号はR4。本駅は台湾で最初の空港連絡鉄道となる空港接続駅である。
駅の名称が長い為、列車内のLED表示器では英語の案内を「Kaohsiung Int'l Airport」と略して表示することもある。また、台北捷運内湖線の南港軟体園区駅と並び台湾では最も長い駅名となっている。

## 駅構造

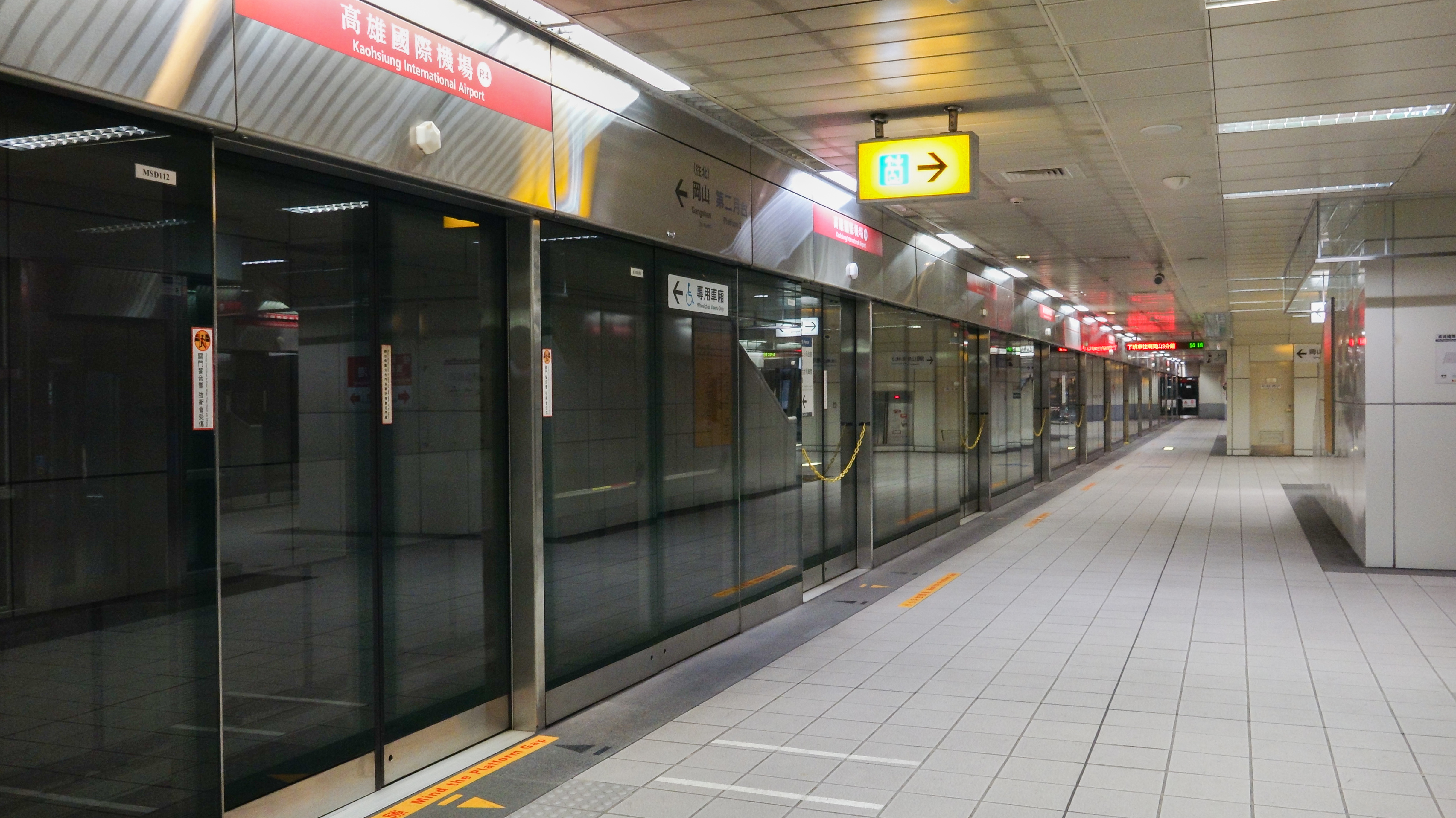
ホーム

- 3層構造でホームドア付き島式ホーム1面2線の地下駅であり、7箇所の出入口がある。

### 駅階層
| 地面    | 出入口                       | 出入口                                     |
| 地下2階 | コンコース階                 | コンコース、案内所、自動券売機、自動改札口 |
| 地下2階 | コンコース階                 | トイレ（駅南側で改札口の外、出口3近く）    |
| 地下3階 | 1番ホーム                    | ←■紅線 小港方面（小港駅）                  |
| 地下3階 | 島式ホーム，左側のドアが開く |                                            |
| 地下3階 | 2番ホーム                    | →■紅線 美麗島・岡山駅方面（草衙駅）        |

### 駅出口

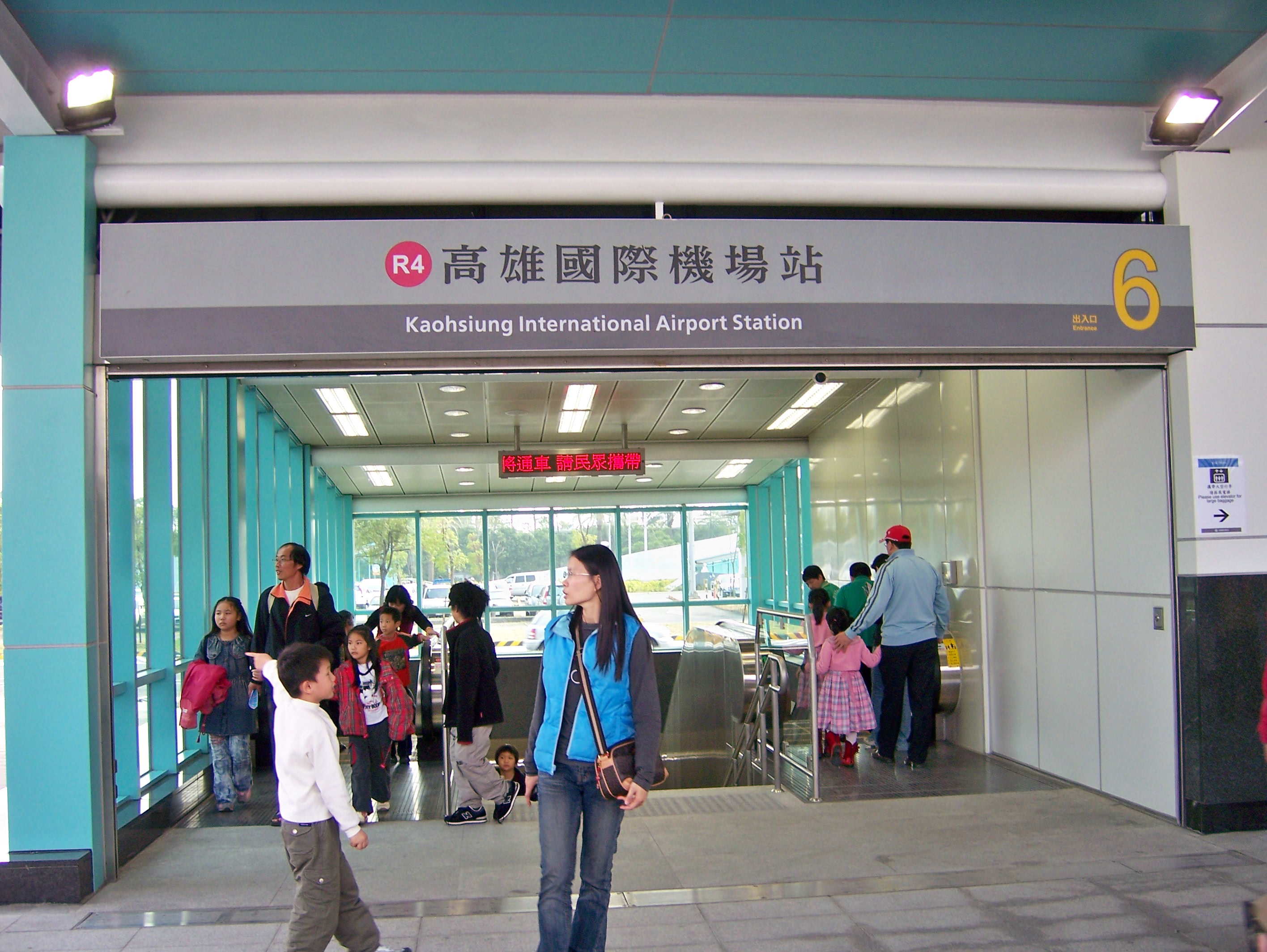
出口6

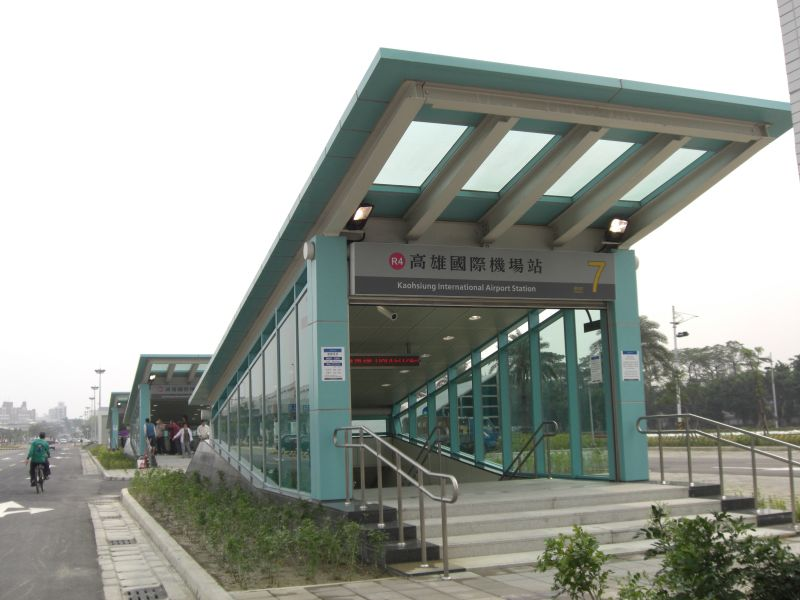
出口7

出口1は駅南端、出口2は駅東北、出口3,5,7は駅北端にあり、出口1,2,6にはバリアフリーのエレベーターがある。
- 出口1：高雄公園、高雄市立放送大学
- 出口2：空港国内線ターミナル、国内線用駐車場、航空警察署
- 出口3：ゾーンC駐車場
- 出口4：ゾーンB駐車場
- 出口5：ゾーンC駐車場
- 出口6：空港国際線ターミナル
- 出口7：ゾーンC駐車場

## 利用状況
| 年   | 年間      | 年間      | 年間      | 年間     | 1日平均 | 1日平均 |
| 年   | 乗車      | 下車      | 乗下車計  | 出典     | 乗車    | 乗下車  |
| ---- | --------- | --------- | --------- | -------- | ------- | ------- |
| 2008 | 569,742   | 535,130   | 1,104,872 | [ 注 1 ] | 2,118   | 4,107   |
| 2009 | 650,103   | 601,382   | 1,251,485 | [ * 2 ]  | 1,781   | 3,429   |
| 2010 | 638,275   | 596,474   | 1,234,749 | [ * 3 ]  | 1,749   | 3,383   |
| 2011 | 651,307   | 611,488   | 1,262,795 | [ * 4 ]  | 1,784   | 3,460   |
| 2012 | 720,199   | 684,291   | 1,404,490 | [ * 4 ]  | 1,968   | 3,837   |
| 2013 | 755,398   | 731,456   | 1,486,854 | [ * 4 ]  | 2,070   | 4,074   |
| 2014 | 840,938   | 799,926   | 1,640,864 | [ * 4 ]  | 2,304   | 4,496   |
| 2015 | 951,394   | 888,240   | 1,839,634 | [ * 4 ]  | 2,607   | 5,040   |
| 2016 | 1,062,949 | 978,373   | 2,041,322 | [ * 4 ]  | 2,904   | 5,577   |
| 2017 | 1,087,384 | 1,000,111 | 2,087,495 | [ * 4 ]  | 2,979   | 5,719   |
| 2018 | 1,231,690 | 1,120,827 | 2,352,517 | [ * 4 ]  | 3,374   | 6,445   |
| 2019 | 1,403,988 | 1,263,618 | 2,667,606 | [ * 4 ]  | 3,847   | 7,309   |
| 2020 | 530,039   | 510,141   | 1,040,180 | [ * 4 ]  | 1,448   | 2,842   |

- 統計に関する出典

註釈
1. ↑  3月8日開業後の運営日数は296日だが、統計は有料化開始の4月7日以降269日で算出している[* 1] ）

出典
1. ↑  （繁体字中国語）高雄捷運公司 (2009年1月10日). “高雄都會區大眾捷運系統各站旅運量統計表”.   高雄市政府交通局. p. 頁10. 2019年5月5日閲覧。
2. ↑  （繁体字中国語）“高雄都會區大眾捷運系統各站旅運量統計表 中華民國98年”.   高雄市政府捷運工程局. p. 頁13 (2009年1月10日). 2019年10月27日閲覧。
3. ↑  （繁体字中国語）“高雄都會區大眾捷運系統各站旅運量統計表 中華民國99年”.   高雄市政府捷運工程局. p. 頁13. 2019年10月27日閲覧。
4. ↑  （繁体字中国語）“高雄都會區大眾捷運系統各站旅運量-年 依 年, 捷運站別 與 入出站”.   高雄市政府交通局 (2021年3月12日). 2021年3月12日閲覧。 高雄市統計資訊服務網

## 歴史
- 2008年3月9日 高雄捷運紅線の「橋頭駅 - 小港」間が正式に開通した[1]。

## 隣の駅
高雄捷運
■紅線
草衙駅 - 高雄国際機場駅 - 小港駅